# Бернард, Астрид
Астрид Бернард (эст. Astrid Bernard; род. 27 июля 1969 года) — эстонская пловчиха в ластах.

## Карьера
Подводным спортом занималась с 1977 года. За годы карьеры 36 раз становилась чемпионкой Эстонии по подводному плаванию и 21 раз — чемпионкой Эстонии по подводному ориентированию.
На Всемирных играх завоевала золото в эстафете и серебро в индивидуальном заплыве с аквалангом.
В 1997 году окончила Таллинский технический университет.
С 1997 года живёт в Италии.